# Gitanas Nausėda

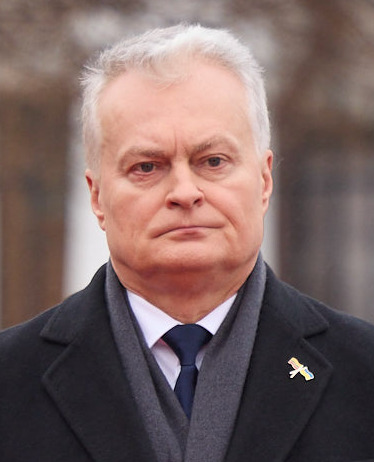
Gitanas Nausėda, 2024

Gitanas Nausėda (* 19. Mai 1964 in Klaipėda, Litauische SSR) ist ein litauischer Ökonom, Politiker und ehemaliger Professor an der Universität Vilnius (VU). Er ist seit dem 12. Juli 2019 Präsident des Landes.

## Leben

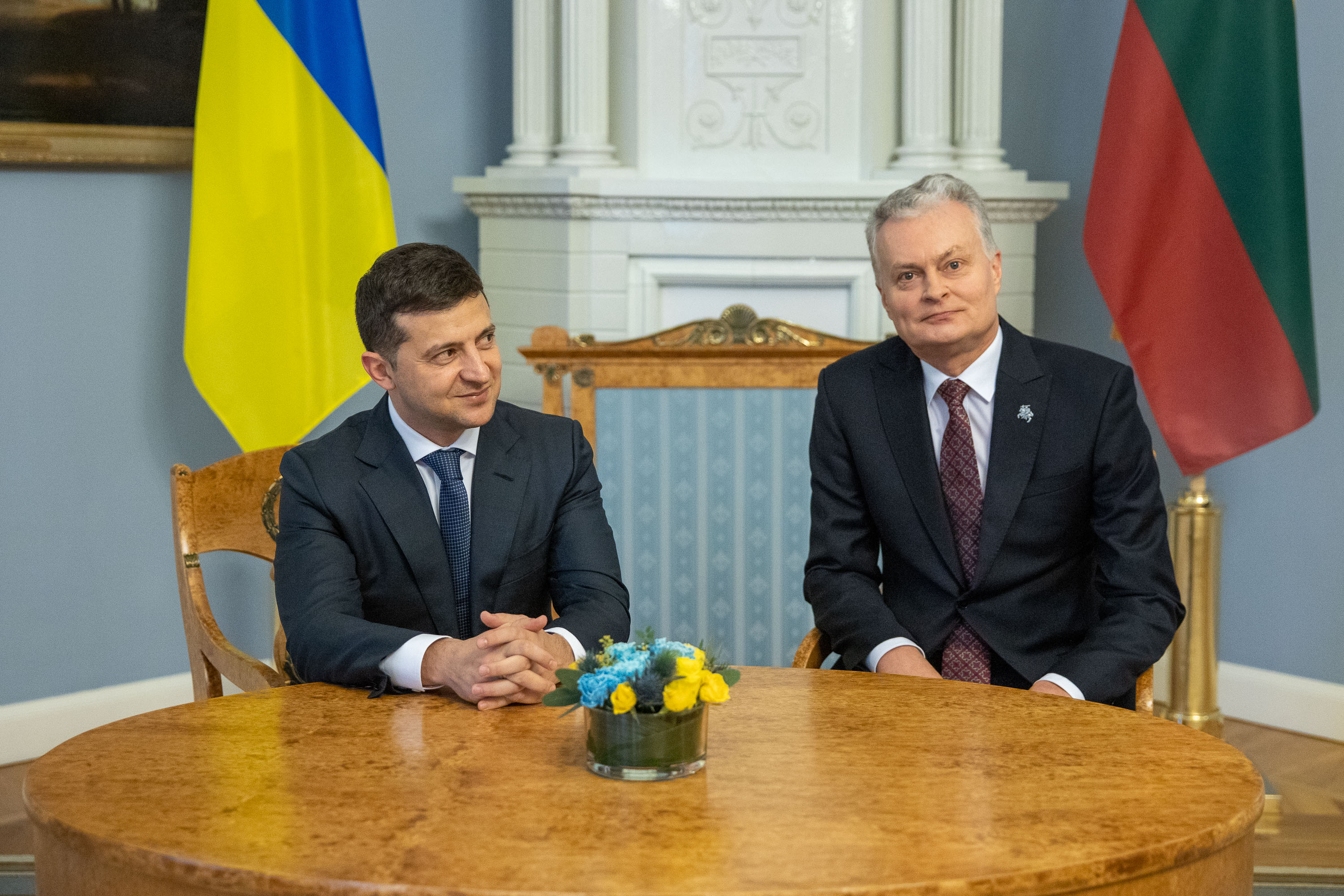
Nausėda beim Treffen mit dem ukrainischen Präsidenten Wolodymyr Selenskyj im Präsidentenpalast der litauischen Hauptstadt Vilnius (2019)

Nach dem Abitur bestand Gitanas Nausėda die Aufnahmeprüfung zum Mathematik-Studium an der Universität nicht. Er arbeitete ein Jahr in einem Pharma-Lager und besuchte nach der Arbeit mathematische Vorbereitungskurse. Danach absolvierte er von 1982 bis 1987 das Diplomstudium mit Auszeichnung an der Industriewirtschaftsfakultät und von 1987 bis 1989 an der Wirtschaftsfakultät der Universität Vilnius.
Später erhielt Nausėda ein Stipendium der DELTA-Stiftung des deutschen Unternehmers Fridolin Scheuerle (1926–2015); der DAAD unterstützte ihn als Doktorand der Universität Mannheim von 1990 bis 1992. Dort bereitete er seine Doktorarbeit vor und promovierte 1993 in Vilnius. Von 1992 bis 1993 war er wissenschaftlicher Mitarbeiter am Forschungsinstitut für Wirtschaft und Privatisierung. 1994 bildete er sich weiter im Bundestag in Berlin und in Bonn sowie 1998 bei der Weltbank in Washington, D.C.
Von 1993 bis 1994 arbeitete Nausėda als Beamter bei der Wettbewerbsbehörde (Valstybinė kainų ir konkurencijos tarnyba); er leitete die Abteilung Finanzmarkt. Von 1994 bis 1996 war er stellvertretender Leiter einer Unterabteilung, von 1996 bis 2000 Direktor der Abteilung Geldpolitik, von 1998 bis 2000 Vorstandsmitglied bei der Zentralbank Lietuvos bankas. Von 2000 bis 2008 war er Berater des Vorstandsvorsitzenden der AB Vilniaus bankas. Ab 2008 arbeitete er als Berater des Bankpräsidenten und als Chefvolkswirt der SEB bankas. Nausėda war auch als Finanzanalytiker tätig.
Von 1993 bis 1996 veröffentlichte Nausėda verschiedene Artikel über Wirtschaftsthemen in der Tageszeitung „Lietuvos rytas“. Von 1987 bis 2004 lehrte Nausėda als Lektor und danach als Dozent am Lehrstuhl für Finanzen der Universität Vilnius. Ab 2010 lehrte er auch als Professor an der Hochschule für Betriebswirtschaftslehre in Vilnius.
Im ersten Wahlgang der Präsidentschaftswahl in Litauen 2019 erhielt das von der konservativen Partei unterstützte parteilose Seimas-Mitglied Ingrida Šimonytė, die spätere Premierministerin, 31,2 % der Stimmen und der als Unabhängiger antretende Nausėda 30,9 % der Stimmen. In der Stichwahl erhielt Nausėda 66,62 % der Stimmen. Bei der Präsidentschaftswahl 2024 wurde Nausėda wiederum in der Stichwahl als Präsident bestätigt. Er setzte sich dabei erneut gegen Šimonytė durch.
Nausėda gilt als NATO- und EU-freundlich. Er kündigte 2019 an, den Zusammenhalt der Litauer, die euroatlantische Integration osteuropäischer Länder (Georgien, der Ukraine und der Republik Moldau etc.) und den Sozialstaat zu stärken.
Nausėda spricht Litauisch, Deutsch, Englisch und Russisch.

## Familie
Nausėdas Vater arbeitete in einer Zellulosefabrik als Chef-Energieökonom. Seine Mutter ist Mathematik- und Physik-Lehrerin, seine Schwester absolvierte ebenfalls ein Studium an der Wirtschaftsfakultät der Universität Vilnius. Sie lebt und arbeitet in Vilnius in der Wirtschaftsprüfung.
Nausėda ist verheiratet und seine Frau Diana Nausėdienė lehrt an einer Hochschule. Seine Töchter studieren im Ausland.

## Bibliographie
- Gitanas Nausėda / Vilija Gerulaitienė (Hrsg.): Chronik der Schule zu Nidden. Vilnius 2013